# Maihueniopsis domeykoensis
Maihueniopsis domeykoensis ist eine Pflanzenart in der Gattung Maihueniopsis aus der Familie der Kakteengewächse (Cactaceae). Das Artepitheton domeykoensis verweist auf das Vorkommen der Art bei Domeyko in der Atacama-Wüste.

## Beschreibung
Maihueniopsis domeykoensis bildet niedrige Polster. Die konischen bis verkehrt eiförmigen, leicht gehöckerten Triebabschnitte sind bis zu 5 Zentimeter lang. Sie tragen etwa 40 kleine Areolen, die bis zur Basis der Triebabschnitte vorhanden sind. Die ein bis drei aufrechten, nadeligen, geraden oder leicht gebogenen, gelbbraunen bis schwarzen Mitteldornen sind an ihrer Basis weiß. Sie sind 2 bis 5 Zentimeter lang. Manchmal fehlen sie an den Spitzen der Triebabschnitte. Die ein bis drei schlanken, mehr oder weniger aufrechten Randdornen sind viel kürzer als die Mitteldornen.
Die Blüten weisen eine Länge von bis zu 8 Zentimeter auf. Ihre Blütenhüllblätter sind gelegentlich orangerot gespitzt. Ihr Perikarpell ist mit ungleich langen Dornen von bis zu 1,5 Zentimeter besetzt. Die Früchte tragen entlang ihres oberen Randes bis zu 3 Zentimeter lang Dornen.

## Verbreitung und Systematik
Maihueniopsis domeykoensis ist in der chilenischen Region Atacama in der Provinz Huasco auf steinigen Hängen und in Tälern in Höhenlagen um 1600 Metern verbreitet.
Die Erstbeschreibung erfolgte 1980 durch Friedrich Ritter. Ein nomenklatorisches Synonym ist Opuntia domeykoensis (F.Ritter) D.R.Hunt (1997).

## Nachweise